# ملک برکت علی
ملک برکت علی (انگلیسی: Malik Barkat Ali; ۱ آوریل ۱۸۸۶ – ۵ آوریل ۱۹۴۶) سیاستمدار، و روزنامه‌نگار اهل راج بریتانیا بود.